# خانه کشفی
خانه کشفی مربوط به دوره قاجار است و در خرم‌آباد، خیابان ۲۴متری حکیم آباد، کوچه کشفی واقع شده و این اثر در تاریخ ۵ تیر ۱۳۸۴ با شمارهٔ ثبت ۱۱۹۰۲ به‌عنوان یکی از آثار ملی ایران به ثبت رسیده‌است.